# Ágostonné Végh Mária
Ágostonné Végh Mária (Pécs, 1939. szeptember 13. –) rajz és földrajz szakos tanár, tűzzománcművész.

## Életpálya
Édesapja Végh István okl. gimnáziumi tanár, gimnáziumigazgató volt Pécsen.
Középiskolai tanulmányait a pécsi Leövey Klára Gimnáziumban, francia tagozaton végezte. Az érettségit követően elvégezte a Tanárképző Főiskola rajz–földrajz szakát. Tanárai Lantos Ferenc, Soltra Elemér és Kelle Sándor voltak. 
Komlón és Budapesten a VI. kerületben tanított általános iskola felső tagozatán rajzot és földrajzot nyugdíjazásáig.
1992-ben a „L’ EUROPE DES FLEUVES” (Folyók Európája) c. nemzetközi pályázaton a Magyar Nemzeti Múzeum ajánlásával vett részt, 20 tehetséges diákjával egy hétig Párizsban állítottak ki műalkotásokat.
1999 óta tagja a Pécsi Zománcműhely Egyesületnek. Művészeti vezetője H. Barakonyi Klára képző- és iparművész.

## Jelentősebb díjazott kiállításai

### Egyéni
- 2011. „Tűzzománc világom” (Várkonyi Nándor Könyvtár, Pécs)
- 2012. Palota Népművészet Mestere és Palota Népművészet Kismestere kiállítás (Budapest XV. ker.)
- 2024. Krúdy irodalmi Társaság Alkotótábor (König Hotel, Pécs)

### Csoportos
- 1999. Alkotó Pedagógusok Kiállítása (Képzőművész Kör, Tűzzománc Szakosztály, Pécs)
- 2000. Pécsi Tűzzománc Műhely
- 2001. „Amator Artium” (Baranya megyei tárlat, Pécs)
- 2002. „Amator Artium” (Baranya megyei tárlat, Szigetvár)
- 2003. Műhelygaléria kiállítás (Pécs)
- 2004. Civil Közösségek Háza, Gebauer Galéria (Pécs)
- 2004. „Víz és Fény” (Művelődési Központ, Keszthely)
- 2005. „Amator Artium” (Baranya megyei tárlat, Szigetvár)
- 2005. Civil Közösségek Háza, Gebauer Galéria (Pécs)
- 2006. „Pécs 2000 Éve” – EKF (Pécs)
- 2008. „Amator Artium” (Baranya megyei tárlat, Pécs)
- 2008. „Tanítás, tanulás” – EKF (Pécs)
- 2010. Nemzetközi Tűzzománc és Ötvösművészeti Alkotóműhely (Pellérd)
- 2010. „Pécs 2000 Éve” 2004-2010. (Pécs)
- 2011. „Amator Artium” (Baranya megyei tárlat, Pécs)
- 2011. Országos Betlehemi Jászol Kiállítás (Budapest)
- 2011. XXI. Országos Képző- és Iparművészeti Tárlat, Baranya megyei kiállítása
- 2012. „A víz világa” – Országos Kézműves Kiállítás (Budapest)
- 2012.  „Pécs 2000 Éve” (Pécs, Dél-dunántúli Regionális Könyvtár és Tudásközpont)
- 2013. „Szent István és kora – kézműves szemmel” – Országos Kézműves Kiállítás (Budapest)
- 2012. Országos Betlehemi Jászol Kiállítás (Budapest)
- 2022. Országos Betlehemi Jászol Kiállítás (Budapest)
- 2023. Országos Betlehemi Jászol Kiállítás (Budapest)
- 2024. Krúdy Irodalmi Társaság, Művészeti Alkotótábor (Pécs)

## Alkotások gyűjteményekben
- Tűzzománc alkotás (Kertvárosi Iskola, Pécs)
- „Szentkép” (Piusz templom, Pécs)
- Rézdomborítás, tűzzománc alkotás (Önkormányzat, Pellérd)
- Tűzzománc alkotás (Hajnóczy Kollégium, Pécs)

## Külföldi kiállítások
- 2010. Neumarkt, Volksbank (Ausztria)
- 2011. „100 Presepi in Vaticano 2011.” (Vatikán, Róma)

## Díjak, elismerések
- Oktatási és Kulturális Minisztérium csoportos díjazottja (2009.)
- AMKA-díjas (2011, 2013, 2017)
- Népművészet Palotai Mestere (2012, 2015, 2017)
- Életműdíj (2024)